# Ludvig Michael Runeberg
Ludvig Michael Runeberg, född 19 januari 1835 i Helsingfors, död 29 mars 1902 i Borgå, var en finländsk läroverkslektor och konstnär. Han var äldste son till Finlands nationalskald Johan Ludvig Runeberg, 
Runeberg visade tidigt goda konstnärliga anlag, men på grund av de osäkra ekonomiska utsikterna blev han mer eller mindre tvingad av fadern att studera. Han blev student vid Borgå gymnasium, studerade naturvetenskapliga ämnen och blev filosofie magister 1860. Han undervisade från 1860 som vikarie i naturkunnighet vid Kuopio gymnasium och blev 1863 ordinarie lektor i samma ämne vid gymnasiet, som hösten 1879 ombildades till högre allmänna läroverket Kuopio lyceum. Han pensionerades från lektoratet i Kuopio 1888, 53 år gammal.
På äldre dagar och särskilt efter pensioneringen började han alltmer ägna sig åt konsten som målare och kaméskärare. Det var främst genom sina kamébroscher som gav honom en plats i den finländska 1800-talskonsten; han blev Finlands förste kaméskärare. Han var gift med Hanna Öhman från Domargård utanför Borgå; hon var dotter till Johan Ludvig Runebergs kollega lektor J.E. Öhman.